# Швайгхофен
Швайгхофен (нем. Schweighofen) — община в Германии, в земле Рейнланд-Пфальц. 
Входит в состав района Южный Вайнштрассе. Подчиняется управлению Бад Бергцаберн.  Население составляет 566 человек (на 31 декабря 2010 года). Занимает площадь 11,23 км².